# Football Club d'Albères-Argelès
Maillots
Actualités
Dernière mise à jour : 1er juillet 2025.
Le Football Club d'Albères-Argelès, couramment abrégé en FC Albères-Argelès est un club de football français fondé en 2006 et situé à Argelès-sur-Mer.
Fondé en 2006 suite à la fusion entre le FC Argelès et l'ASEA Sorède, le Football Club d'Albères-Argelès remporte ses premiers trophées régionaux rapidement.
Se stabilisant au niveau amateur durant quelques années, le club obtient pour la première fois de son histoire la montée en National 3 à l'issue de la saison 2019-2020, obtenant par la même occasion son premier titre de champion de Régional 1.
Le FC Albères-Argelès évolue dans le championnat de National 3 depuis maintenant cinq saisons[Quand ?].

## Historique

### Fondation et premiers trophées (2006-2010)
Le Football Club d'Albères-Argelès est fondé en 2006 à la suite de la fusion entre le FC Argelès et l'ASEA Sorède.
Rapidement, le club gravit petit à petit les échelons amateurs du football français jusqu'à la saison 2009-2010 où le FCAA obtient son premier trophée notable, le championnat de Division d'Honneur Régionale en terminant 1er de son groupe avec seulement deux défaites dans la saison. À la suite de son titre de champion, le FC Albères-Argelès obtient sa première et unique Coupe du Languedoc-Roussillon lors de cette même saison.

### Stabilisation en amateur (2011-2018)
En Division d'Honneur, le FC Albères-Argelès se stabilise tant bien que mal dans le ventre mou ou en jouant régulièrement le maintien.
Lors de la saison 2017-2018, en Coupe de France, le club obtient sa première performance dans cette compétition en atteignant les 1/64èmes de finales face au Puy Foot 43 (alors en National 2), s'inclinant sur le score de deux buts à zéro.

### La montée en puissance (2018-2020)
À la suite de sa performance intéressante en Coupe de France ainsi que de sa 7e place en championnat de Régional 1 (anciennement Division d'Honneur), le FCAA termine la saison 2018-2019 à la 5e place de son groupe, son record depuis la montée dans le championnat il y a huit ans.
La saison suivante est sans doute l'une des plus mémorables pour le club qui termine champion de son groupe de Régional 1 et accède pour la première fois de son histoire au niveau national ; le National 3. En Coupe de France, Argelès atteint le 7e tour de la compétition en s'inclinant sur le plus petit des scores face au Pau FC, alors club de National 1, qui terminera champion de son championnat cette saison-là.

### En National 3 (depuis 2020)
La première saison en National 3 de l'histoire du club sera de courte durée à la suite de l'arrêt total du championnat à cause de la pandémie mondiale du Covid-19.
En 2021-2022, le FC Alberès-Argelès entame donc sa première véritable saison complète dans le championnat avec une honorable 8e place de son groupe devant l'équipe réserve du Rodez AF. La saison suivante, Argelès fait encore mieux en terminant 7e de son groupe et se stabilisant donc sportivement en National 3.  Le club atteint lors de cette même saison en Coupe de France le 7e tour de la compétition en s'inclinant face au Hyères FC, évoluant un échelon au-dessus, lors de la séance de tirs aux but (6-4) après un score de deux partout à l'issue de la rencontre.
En 2023-2024, Argelès se maintien une nouvelle fois dans son groupe de National 3 en terminant à une 10e place, derrière l'Aviron bayonnais FC.
Lors de la saison 2024-2025, le club se fait éliminé rapidement en Coupe de France face à l'équipe amateur du FC Comtal évoluant en Régional 2 sur le score de deux buts à un. Pourtant auteur d’une bonne saison en championnat, conclue par une 5e place dans son groupe de National 3, l’entraîneur Benoît Pansier est limogé à l’issue de la saison. Il est remplacé par Farid Fouzari, ancien coach du Canet RFC notamment,.

## Palmarès
- Régional 1
  - Champion : 2020.
- Division d'Honneur Régionale
  - Champion : 2010.
- Coupe du Languedoc-Roussillon
  - Champion : 2010.

## Logos
L'ancien logo du FC Albères-Argelès reprend le blason historique du club espagnol du FC Barcelone, qui est lui aussi un club catalan. Le bleu du club est présent ainsi que les couleurs de la Catalogne.
Le nouveau logo du club possède un bleu plus clair que le précédent, le nom du club est écrit en toutes lettres, contrairement à l'ancien logo où seules les initiales "FCAA" étaient présentes. Au centre de ce dernier, on y retrouve la date de fondation du club ainsi que les couleurs de la Catalogne.

## Stades

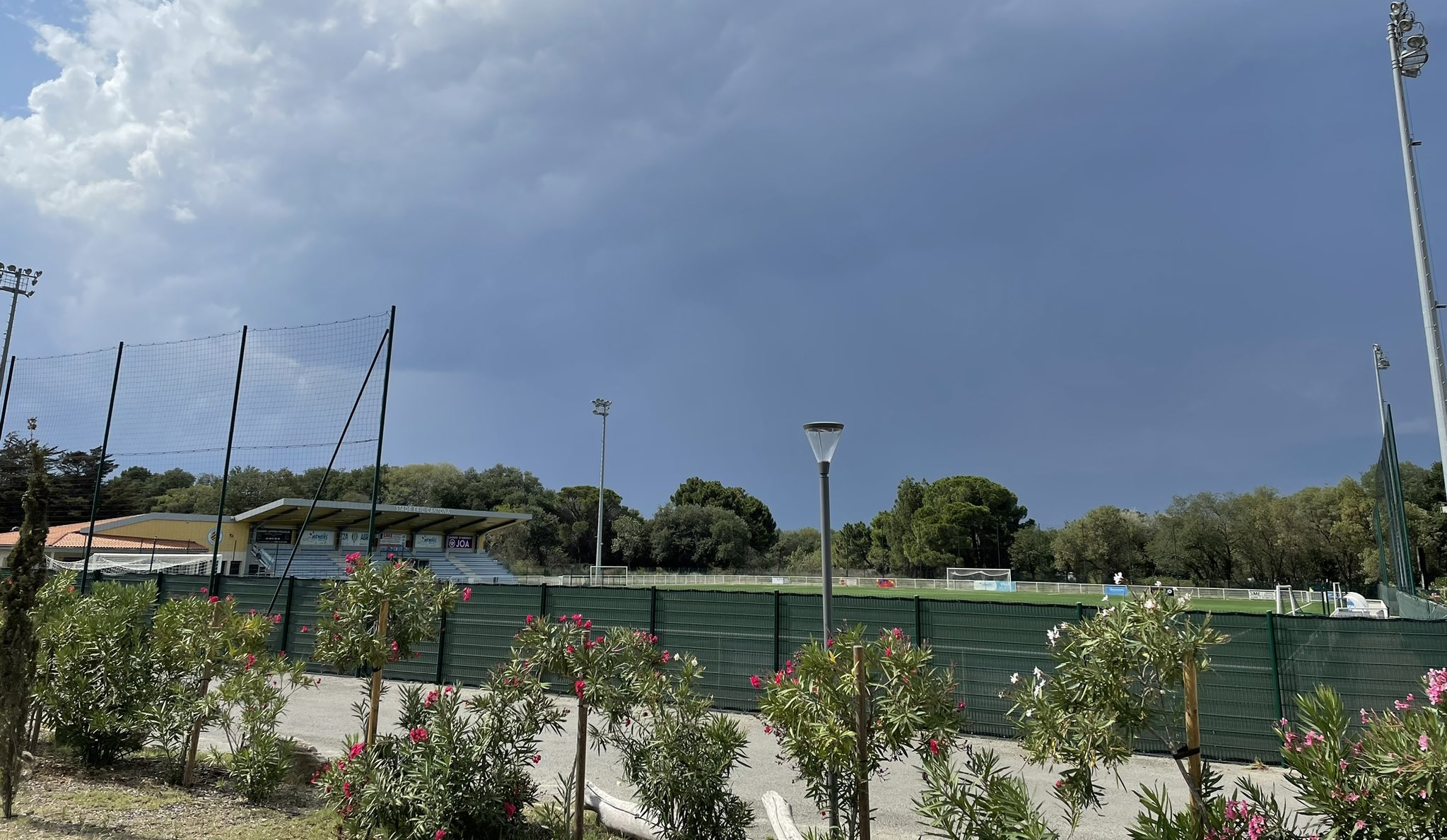
Le Stade Eric Cantona avec sa tribune principale

Depuis le 30 août 2019, date d'inauguration du stade, le FC Albères-Argelès dispute ses matchs à domicile au Stade Eric Cantona, situé au sud-est de la ville, proche du Port d'Argelès-sur-Mer.
Ce dernier possède une capacité de 1 500 places (dont 300 assises) ainsi que de 6 vestiaires, un espace détente, une cuisine et un bureau administratif.
Le nom du stade porte le nom du footballeur ex-international français Éric Cantona, ce dernier étant présent pour l'inauguration du stade en compagnie de sa famille. L'ancien joueur est lié à la ville d'Argelès-sur-Mer depuis que son grand-père a fait partie des Républicains qui ont fui le franquisme en 1939, ce dernier a été interné au camp d'Argelès-sur-Mer.

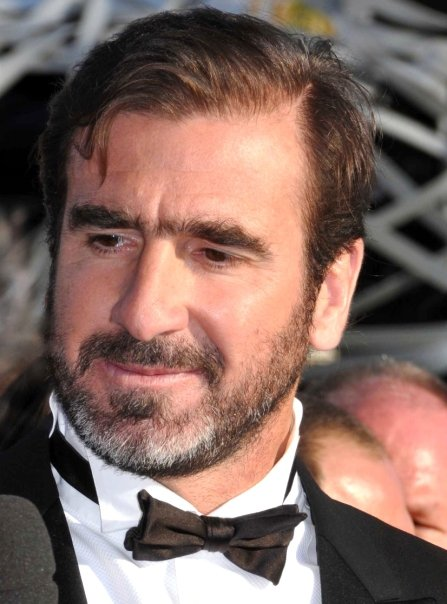
Éric Cantona, ancien footballeur international français

## Statuts
Le FC Albères-Argelès se compose d'une association détentrice du numéro d'affiliation à la FFF et d'une société. Le club est affilé à la Ligue de football d'Occitanie sous le numéro 552756. Le club à son siège social au Stade Eric Cantona, B.P. 60 Argelès-sur-Mer. La société « Football Club Albères-Argelès » emploie entre 10 et 19 salariés.

## Le derby catalan face au Canet RFC
Le derby catalan (derbi català) entre le FC Albères-Argelès et le Canet RFC est le derby le plus important en matière de football dans le département des Pyrénées-Orientales. Étant une terre de rugby (avec notamment l'USA Perpignan), le football n'a jamais eu une place importante dans la région ; seuls ces deux clubs se sont démarqués au fil des années, donnant naissance à l'unique derby de la région au niveau national.
Ce match est le plus attendu de la saison par les supporters des deux clubs concernés,.